# 薩めぐみ
薩 めぐみ（さつ めぐみ、1948年2月14日 - 2010年10月18日）は、日本のシャンソン歌手。北海道札幌市出身。40年来パリに住み、フランスで活動していた。

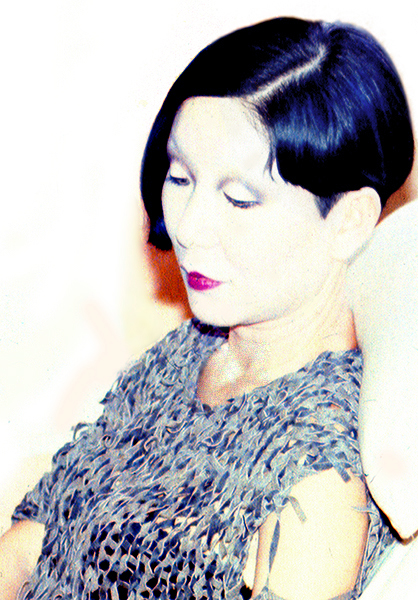
Mégumi Satsu (薩 めぐみ)

## 人物
父は財界さっぽろ創業者の薩一夫。早稲田大学商学部在学中に日本シャンソンコンクールで優勝。1970年渡仏し、以後亡くなるまで同地を拠点に活動を続けた。黒を基調とした奇抜な衣装と、ジュリエット・グレコとニナ・ハーゲンの中間に位置するような声質が特徴。彼女を偶然テレビで見たジャック・プレヴェールが、その声と人物に魅せられ、彼女のためにいくつかの詞を書き下ろしている。また、哲学者のジャン・ボードリヤールやイラストレーターのローラン・トポールとも親交があり、それぞれ彼女のために書き下ろした曲がある。

## CD・LP・その他
- 1979年 : Megumi Satsu chante Prévert (LP) ジャック・プレヴェール
- 1980年 : Zozo Lala, Kaze/Normandie (45T) 風／ノルマンディー（TBS系ドラマ「天皇の料理番」）オープニング曲
- 1980年 : Je m'aime (LP) 自分を愛する私
- 1984年 : Silicone Lady (Motel suicide) (LP) 則天去私
- 1986年 : Give back my soul (maxi 45T) ギブバックマイソール
- 1986年 : Silicone Lady (Motel suicide) (reissue vinyl) 則天去私
- 1987年 : Chante Prévert (reissue vinyl) ジャック・プレヴェール
- 1991年 : Du vent à la folie : Jet lag dans mon enfer / Ma petite annonce (CD) 地獄の時差ボケ / 私の個人広告
- 2002年 : Sombre dimanche (1 sonng by Megumi Satsu) 暗い日曜日
- 2006年 : Chansons littéraires des années 30 30年代の文学シャンソン
- 2008年 : Silicone Lady (CD reissue + 3 English bonus) 則天去私
- 2008年 : Megumi Satsu chante Prévert (CE reissue) ジャック・プレヴェール
- 2008年 : Je m'aime (CD reissue + 2 bonus) 自分を愛する私
- 2008年 : En concert au Bataclan 1984 1984 パリ・バタクランでのコンサート
- 2009年 : Après ma mort 私の死の後
- 2011年 : Remixes VOL1 ダンス・バージョン VOL.1
- 2011年 : Remixes VOL2 ダンス・バージョン VOL.2
- 2011年 : Je m'aime, en concert (コンサート 1980) 自分を愛する私 (コンサート)
- 2011年 : Give back my soul, (The Complete Story) ギブバックマイソール
- 2011年 : Ma petite annonce (7 versions) 私の個人広告（リミックス・6バージョン）
- 2011年 : Chansons inédites et versions alternatives 排他的な歌
- 2012年 : Rebirth (Remixes vs DJ Wen!ngs)
- 2014年 : Megumi Satsu et Claude Rolland interprètent Cocteau, Brecht et Prévert (1974)
- 2014年 : Silicone Lady (Motel Suicide) Deluxe Expanded
- 2015年 : Stage Tokyo 1982 (コンサート)
- 2015年 : Prévert Récital Tokyo 1982 (コンサート)